# U.S. Route 77
L'U.S. Route 77 è una highway (strada a carattere nazionale) statunitense. Fu aperta nel 1926. Collega Sioux City (Iowa) a Brownsville (Texas) attraverso gli stati Iowa, Nebraska, Kansas, Oklahoma e Texas. La distanza complessiva è di 2100 km (1 305 miglia).